# Aplastoceros
Aplastoceros là một chi bướm đêm thuộc phân họ Tortricinae của họ Tortricidae.

## Các loài
- Aplastoceros affabilis Diakonoff, 1956
- Aplastoceros carphalea Diakonoff, 1953
- Aplastoceros dentifera Diakonoff, 1953
- Aplastoceros euetrias Diakonoff, 1953
- Aplastoceros peneploca Diakonoff, 1953
- Aplastoceros plumbata Diakonoff, 1953